# کلمنته رودریگز
کلمنته رودریگز (اسپانیایی: Clemente Rodríguez‎؛ زادهٔ ۳۱ ژوئیهٔ ۱۹۸۱) یک بازیکن فوتبال اهل آرژانتین است.

## تیم ملی
وی همچنین در تیم ملی فوتبال آرژانتین بازی کرده‌است.